# Гарбузівська липа
Гарбузівська липа — ботанічна пам'ятка природи місцевого значення в Україні. Пам'ятка природи зростає на території Тернопільського району Тернопільської області, село Гарбузів, на церковному подвір'ї.
Площа — 0,02 га, статус отриманий у 2012 році.